# باد هرسفلد
باد هرسفلد (بالألمانية: Bad Hersfeld) هي district capital، location with spa، بلدة، مدينة و بلدة ألمانية تقع في ألمانيا في Hersfeld-Rotenburg. يقدر عدد سكانها بـ 30,415 نسمة .

## المدن التوأمة
مدن باد زالتسونغن، لا هي لي روز و شومبيرك هي مدن توأمة لـباد هرسفلد.

## معرض صور

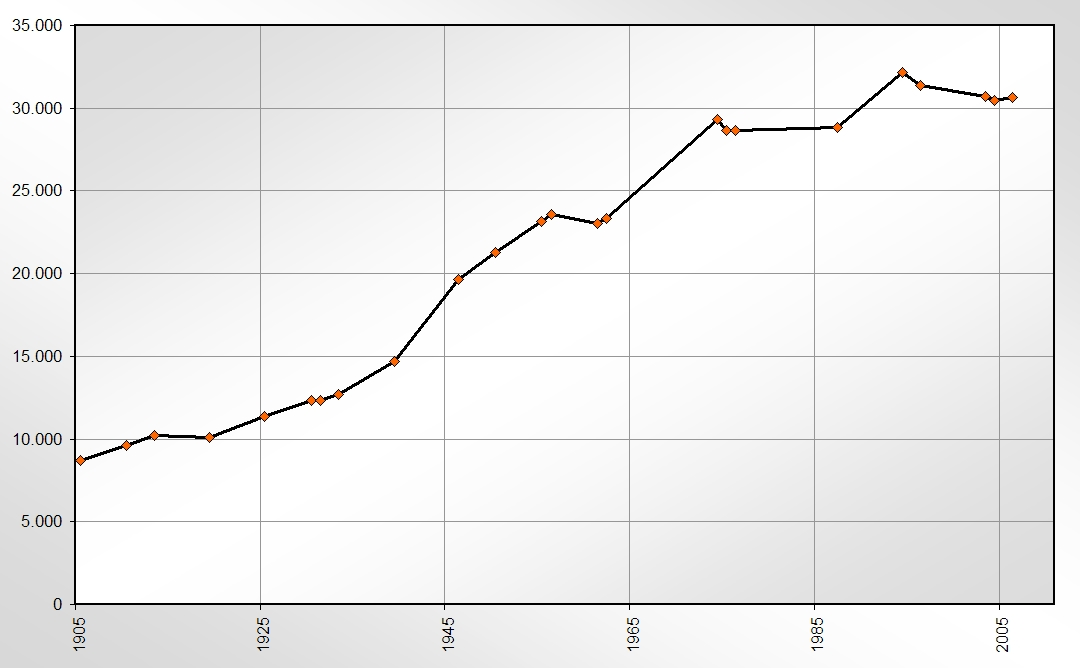
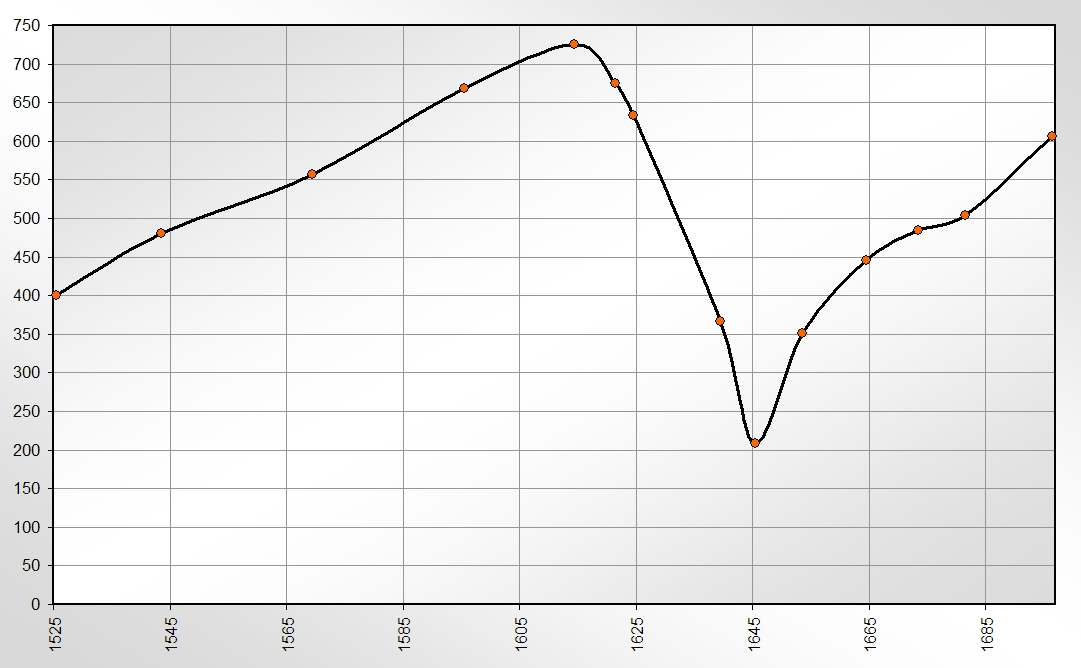
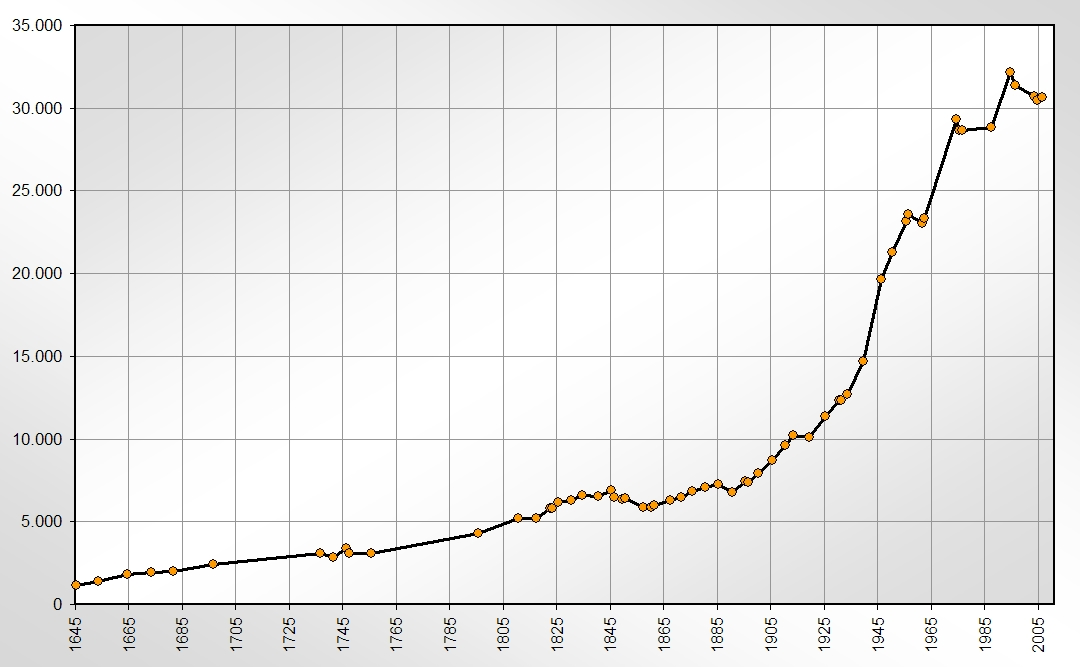

## أعلام
- ديرك مولر
- شكودران مصطفي
- إف. بي. شيفر
- فيرنر إل. ماير